# 홍성하
홍성하(洪性夏, 1898년 1월 15일~1978년 4월 30일)는 일제 강점기의 대학 교수이자 기업인, 대한민국의 정치인이다. 스포츠판에서도 여러 활동들을 펼쳤었는데, 조선농구협회의 회계감사위원으로도 있었으며,보성전문학교 대학 교수 시절에는 보성전문 축구부의 감독직을 맡아서 현재의 고려대학교 축구부가 한국에서의 명문 축구부로 자리 잡을 수 있도록 기본 틀을 마련한 인물이다.

## 생애

### 생애 초반
1898년 1월 15일 전라남도 광산군에서 태어났다. 이후 목포상업학교를 졸업하고 일본으로 유학 가서 주오대학교에서 경제학을 전공했다. 1920년경 귀국하여 보성전문학교 교수를 지내며 보성전문학교의 운동을 장려하고, 럭비부, 축구부, 농구부의 감독을 맡기도 했다.
1929년 1월 1일부터 2월 9일까지 세계 10년간의 경제상황을 설명하는 구미경제십년사(歐米經濟十年史)라는 칼럼을 조선일보에 썼다. 1929년 10월 중등교축구대회 본부위원을 맡았다. 1933년 조선농구협회가 창립되자 이사로 선출되었다.

### 광복 이후
1945년 12월 30일 평소 친분이 있었던 송진우가 죽자 송진우의 장의위원을 지냈다. 1946년경 한국민주당에 입당하여 정치에 입문했다. 또한 한국민주당 소속으로 전라남도 남조선과도입법의원 의원으로 선출되어 활동했다.
1948년 제헌 국회의원 선거에서 전라남도 광산군에 출마했으나 낙선되었다. 같은 해 이승만 당시 국회의장이 대통령에 선출되자 치루어진 보궐선거에 출마하여 당선되었다. 1949년 1월 12일 국회 재정경제위원회 위원장에 당선되었다.
1949년 2월 10일 민주국민당 창당에 참여했으며, 1950년 제2대 국회의원 선거에서 서울특별시 용산구에 출마했으나 낙선되었다. 한국전쟁 중 1951년 대통령 관저에서 개최하는 전시경제(戰時經濟)에 관한 좌담회에 참석하여 정부 요인들과 이야기를 나누었다.
이후 계속해서 민주국민당의 요직을 맡으며 정치생활을 이어가다가 1955년 민주당 창당에 관여했다. 1957년 민주당과의 갈등으로 8월 민주당을 탈당했다.
1958년 제4대 국회의원 선거에서 무소속으로 서울특별시 성북구에 출마하였으나 낙선되었다. 1959년 재무부의 자문기관인 재정금융위원에 선임되었다.
1978년 4월 30일 서울특별시 성북구 동선동에서 숙환으로 사망했다.

## 약력
- 일본 주오 대학 경제과 졸업
- 보성전문학교 교수
- 재단법인 보성전문학교 평의원
- 경성제일프린트사 경영
- 한국민주당 중앙집행위원,중앙상무위원
- 한국민주당 노농부장,청년부장
- 중앙노무조정위원
- 비상국민회의 대의원
- 대한국민대표민주의원 특별경제전문위원
- 민족통일총본부 선전부장
- 남조선과도입법위원회 의원
- 1948년 5월 10일 : 제헌 국회의원(전남 광산) 낙선
- 1948년 10월 30일 : 제헌 국회의원(서울 동대문갑) 보궐[11]

## 역대 선거 결과
|  | 37.35% |

|  | 30.54% |

|  | 30.82% |

|  | 3.44% |

## 참고 자료
- 《대한민국 의정총람》, 국회의원총람발간위원회, 1994년
- 홍성하 - 대한민국헌정회